# Association Sportive Mangasport
El Association Sportive Mangasport, conocido como AS Mangasport, es un equipo de fútbol de Gabón que juega en la Primera División de Gabón, el torneo de fútbol más importante del país.

## Historia
Fue fundado en el año 1962 en la localidad de Moanda, siendo 9 veces campeón de liga, 6 torneos de copa y 3 supercopas.
A nivel internacional ha participado en 12 torneos continentales, donde su mejor participación ha sido en la Recopa Africana 2002, en la que avanzaron a la segunda ronda.

## Palmarés
- Primera División de Gabón: 10

1995, 2000, 2004, 2005, 2006, 2008, 2014, 2015, 2018, 2024-25
- Copa Interclubes de Gabón: 6

1964, 1994, 2001, 2005, 2007, 2011
- Supercopa de Gabón: 3

1994, 2001, 2006, 2015

## Participación en competiciones de la CAF

### Liga de Campeones de la CAF
| Temporada | Ronda      | Club                 | Casa | Visita | Global |
| --------- | ---------- | -------------------- | ---- | ------ | ------ |
| 2001      | Preliminar | USFA                 | 0-1  | 0-3    | 0-4    |
| 2005      | Preliminar | GD Sagrada Esperança | 1-2  | 0-0    | 1-2    |
| 2006      | Preliminar | Enyimba FC           | 1-0  | 0-2    | 1-2    |
| 2007      | Preliminar | Primero de Agosto    | 1-1  | 1-0    | 2-1    |
| 2007      | 1          | JS Kabylie           | 3-1  | 0-3    | 3-4    |
| 2009      | Preliminar | DC Motema Pembe      | 1-0  | 2-1    | 3-1    |
| 2009      | 1          | Cotonsport           | 2-3  | 1-2    | 3-5    |
| 2015      | Preliminar | Bantu FC             | 1-0  | 0-0    | 1-0    |
| 2015      | 1          | Stade Malien         | 1-3  | 1-2    | 2-5    |
| 2016      | Preliminar | Étoile du Congo      | 0-0  | 0-3    | 0-3    |
| 2018/19   | Preliminar | ASEC Mimosas         | 0-0  | 0-1    | 0-1    |

### Copa Africana de Clubes Campeones
| Temporada | Ronda | Club           | Casa | Visita | Global |
| --------- | ----- | -------------- | ---- | ------ | ------ |
| 1996      | 1     | Shooting Stars | 2-1  | 0-4    | 2-5    |

### Copa Confederación de la CAF
| Temporada | Ronda      | Club             | Casa | Visita | Global      |
| --------- | ---------- | ---------------- | ---- | ------ | ----------- |
| 2008      | Preliminar | AS-FNIS          | 3-0  | 2-0    | 5-0         |
| 2008      | 1          | Petro Atlético   | 1-0  | 2-1    | 3-1         |
| 2008      | 2          | Djoliba AC       | 1-2  | 1-3    | 2-5         |
| 2012      | Preliminar | Saint-George SA  | 0-1  | 0-4    | 0-5         |
| 2018      | Preliminar | AS Maniema Union | 0-1  | 1-1    | 1-2         |
| 2021/22   | 1          | Orapa United FC  | 0-0  | 0-0    | 0-0 (2-3 p) |

### Copa CAF
| Temporada | Ronda | Club             | Casa | Visita | Global |
| --------- | ----- | ---------------- | ---- | ------ | ------ |
| 1997      | 1     | Asante Kotoko SC | 2-1  | 0-2    | 2-3    |